# Агиар-да-Бейра (район)
Агиар-да-Бейра (порт. Aguiar da Beira) — район (фрегезия) в Португалии, входит в округ Гуарда. Является составной частью муниципалитета Агиар-да-Бейра. Находится в составе крупной городской агломерации Большое Визеу. По старому административному делению входил в провинцию Бейра-Алта. Входит в экономико-статистический субрегион Дан-Лафойнш, который входит в Центральный регион. Население составляет 1478 человек на 2001 год. Занимает площадь 27,72 км².